# Harry Meistrup
Harry Robert Davidsen Meistrup (13. maj 1899 på Frederiksberg – 13. november 2003) var kendt som "Verdens ældste tennisspiller" og desuden femdobbelt danmarksmester i kunstskøjteløb.
Harry Meistrup var søn af konditor Søren Meistrup, som havde forretninger på Frederiksberg Allé. Harry Meistrups borgerlige erhverv var i Handelsbankens hovedsæde på Holmens Kanal, hvor han blev ansat som elev i 1919. Han avancerede med årene til hovedkasserer og senere prokurist. Han var ansat i banken gennem 50 år indtil sin pensionering i 1969.
Harry Meistrup begyndte at spille tennis i KB Tennis (Kjøbenhavns Boldklub) som 12-årig og forblev medlem indtil sin død som 104-årig i 2003. Han lærte også at spille piano og var en kort periode pianist på Betty Nansen Teatret.
Harry Meistrup blev udnævnt til æresmedlem af Dansk Skøjte Union og hædret med Dansk Idræts Forbunds æresnål.

## Kunstskøjteløb
Kunstskøjteløb var en interesse, som i første halvdel af 1900-tallet kun kunne dyrkes om vinteren, hvor Frederiksberg Skøjteløberforening havde en naturfrossen bane på søen i Frederiksberg Have. Det var før professionalitet og trænere kom ind i dansk skøjtesport, så løberne lærte af hinanden, blandt andre den senere mangeårige mester Per Cock-Clausen, der havde trænet i England. Harry Meistrup deltog i sololøb for herrer ved danmarksmesterskaber men opnåede kun andenpladser efter den 12 år yngre Cock-Clausen. Derimod vandt han flere gange mesterskabet i parløb, først sammen med Inger Witzmann og senere med sin hustru, Eva Meistrup, som han mødte på skøjtebanen, og parret blev gift i oktober 1943. Parret var også aktivt ved talrige opvisninger rundt om i landet, hvor de sammen med Per Cock-Clausen medvirkede til at udbrede interessen for kunstskøjteløb. Både under og efter sin aktive skøjtekarriere deltog Harry Meistrup i det organisatoriske arbejde, blandt andet som dommer ved de olympiske vinterlege] i 1948 i St. Moritz og 1952 i Oslo, samt flere europa- og verdensmesterskaber. Desuden blev han formand for Frederiksberg Skøjteløberforening (1955-ca.1990), samt bestyrelsesmedlem (1946-1962) og næstformand (1955) i Dansk Skøjte Union, og derefter fra 1963 formand i en årrække for den nystiftede Sjællands Skøjte Union.

## Tennis
Dansk Skøjte Union skriver i sin 75-års jubilæumsbog om Harry Meistrup: »At han samtidig med dette – skulle man tro – altopslugende engagement i skøjtesporten har gjort en tilsvarende stor indsats for tennissporten, bl.a. som Kurt Nielsens træner, er helt uforståeligt.«
Tennis blev nemlig den sportsgren, som Harry Meistrup huskes mest for – og det på trods af, at han aldrig vandt nogle mesterskaber eller deltog i store turneringer. Fra han meldte sig ind i KB i 1912, forblev han aktiv tennisspiller gennem hele livet frem til maj 2003 – en aktiv tenniskarriere på 91 år. Igennem årene har han trænet med mange nye, unge tennistalenter, og han var altid parat til at øse af sin lange erfaring til nybegyndere, blandt andre den senere Wimbledon-finalist Kurt Nielsen. Sporten blev holdt vedlige med såvel old boys-tennis som double med langt yngre partnere – oprindeligt andre old boys-spillere, men da de følte sig for gamle til hans tempo, overtog deres sønner. Harry Meistrups optagelse i Guinness Rekordbog som verdens ældste tennisspiller og en efterfølgende opvisningskamp ved Copenhagen Open i 1999 vakte international opmærksomhed. Året efter blev han inviteret til at spille opvisningskamp ved en WTA-turnering i Istanbul, Tyrkiet, i en alder af 101 år. FN's anden Verdenskongres om Ældre valgte i 2002 Harry Meistrup som symbol: »Harry 102 år. Har ofte mange bolde i luften.«
Da den amerikanske tennistræner og forfatter Greg Moran i 2005 skulle nominere sit bud på "The Greatest Tennis Player of All Time" (Den største tennisspiller nogen side), valgte han Harry Meistrup, »...alene af den grund, at han har spillet og elsket tennis gennem 90 år.«

## Danmarksmesterskaber i kunstskøjteløb
- Guld 1940, parløb sammen med Inger Weitzmann
- Guld 1941, parløb sammen med Inger Weitzmann
- Guld 1942, parløb sammen med Inger Weitzmann
- Guld 1948, parløb sammen med Eva Meistrup
- Guld 1954, parløb sammen med Eva Meistrup